# WX Возничего
WX Возничего (лат. WX Aurigae) — одиночная переменная звезда в созвездии Возничего на расстоянии (вычисленном из значения параллакса) приблизительно 2423 световых лет (около 743 парсеков) от Солнца. Видимая звёздная величина звезды — от +14m до +13m.

## Характеристики
WX Возничего — красная пульсирующая медленная неправильная переменная звезда (LB) спектрального класса M3. Эффективная температура — около 3287 К.